# Hell Is Empty And All The Devils Are Here
Hell Is Empty, and All The Devils Are Here es el cuarto álbum de estudio de la banda de Black Metal Anaal Nathrakh, lanzado el 29 de octubre de 2007 a través de la discográfica Feto Records.
Este álbum toma un rumbo distinto en cuanto al sonido de la banda, ya que se concentra más en el death metal (como en el álbum Domine) sin dejar detrás el black metal que los caracteriza, adicionándolo con un sonido industrial como lo han hecho desde un principio.

## Lista de canciones
Todas las letras escritas por V.I.T.R.I.O.L., toda la música compuesta por Mick Kenney. 
| N.º | Título                                   | Duración |  |
| 1.  | «Solifugae (Intro)»                      | 1:05     |  |
| 2.  | «Der Hölle Rache kocht in meinem Herzen» | 3:39     |  |
| 3.  | «Screaming of the Unborn»                | 2:46     |  |
| 4.  | «Virus Bomb»                             | 3:36     |  |
| 5.  | «The Final Absolution»                   | 3:55     |  |
| 6.  | «Shatter the Empyrean»                   | 3:05     |  |
| 7.  | «Lama Sabachthani»                       | 3:48     |  |
| 8.  | «Until the World Stops Turning»          | 2:53     |  |
| 9.  | «Genetic Noose»                          | 3:34     |  |
| 10. | «Sanction Extremis (Kill Them All)»      | 3:33     |  |
| 11. | «Castigation and Betrayal»               | 4:02     |  |

## Créditos
- V.I.T.R.I.O.L. - voz
- Irrumator - guitarras, batería, sintetizadores
- Embryomomous - bajo
- Dirty Von Donovan - voz (invitado)
- Joe Horvath - voz (invitado)

## Trasfondo conceptual
- El título del álbum es una cita del primer acto de la obra The Tempest de William Shakespeare.
- Solifugae, el cual es la palabra en latín para Esos que vuelan desde el sol, es un orden de los arácnidos, incluyendo a la famosa "Araña Camello".
- El título de la segunda canción es el equivalente en alemán para "The Vengeance of Hell is Seething in My Heart" (La venganza del infierno está a ardiendo en mi corazón). Es el título oficial de "Queen of the Night's Aria" en la obra La flauta mágica de Mozart.
- Virus Bomb hace referencia a una extinción masiva acontecida en el universo ficticio Warhammer 40,000, la cual despobla al planeta con un virus (exterminatus) el cual convierte toda la materia orgánica en gas inflamable. En las partes limpias de la canción describe el perecimiento del mundo a causa del fuego, descrito igualmente en los libros de la Herejía de Horus. La canción Sanction Extremis hace probablemente una referencia a esta práctica.
- El título de la sexta canción es "Shatter the Empyrean". Empyrean es el lugar más alto del cielo, el cual, en antiguas cosmologías, se supone, será ocupado por elementos de fuego. En el universo de Warhammer 40,000, Empyrean hace referencia a otro lugar; un lugar no físico en el cual residen los demonios y otras entidades caóticas.
- En la canción 7, "Eloi, Eloi, lama sabachthani?" Fue la cuarta palabra que mencionó Jesús estando crucificado antes de morir, las cuales significan, "Dios mio, Dios Mio, por qué me has abandonado?"
- Joe Horvath, vocalista de Circle Of Dead Children participa en la canción "Genetic Noose".